# Cœur de Pirate
Béatrice Martin (Outremont, Québec, 1989. szeptember 22. –) ismertebb nevén Cœur de Pirate kanadai származású zeneszerző, énekesnő.

## Élete
1989. szeptember 22-én született Outremontban. Béatrice már ötévesen elkezdett zongorázni. Kilencévesen beiratkozott a  Conservatoire de musique du Québec à Montréalba és négy évig itt végezte tanulmányait.
Tizenöt éves korában a December Strikes First zenekar billentyűse volt. Itt ismerkedett meg legjobb barátjával, Francisszel, aki a bemutatkozó albumon található "Francis" dal témája volt.
2007-től jelentek meg albumai, melyeken a dalok angol és francia nyelven keverednek.

## Albumai

### Cœur de pirate (2008) /kanadai verzió/
| #   | Cím                                       | Hossz |
| --- | ----------------------------------------- | ----- |
| 1.  | "Le long du large"                        | 2:39  |
| 2.  | "Comme des enfants"                       | 2:51  |
| 3.  | "Fondu au noir"                           | 2:08  |
| 4.  | "Corbeau"                                 | 2:04  |
| 5.  | "Berceuse"                                | 1:57  |
| 6.  | "Intermission"                            | 2:58  |
| 7.  | "Printemps"                               | 2:25  |
| 8.  | "Ensemble"                                | 3:07  |
| 9.  | "La vie est ailleurs"                     | 2:27  |
| 10. | "Pour un infidèle" (duet with Jimi Hunt)" | 2:31  |
| 11. | "Francis"                                 | 2:55  |
| 12. | "C'était salement romantique"             | 2:52  |

### Cœur de pirate (2008) /francia verzió/
| #   | Cím                                       | Hossz |
| --- | ----------------------------------------- | ----- |
| 1.  | "Le long du large"                        | 2:39  |
| 2.  | "Comme des enfants"                       | 2:51  |
| 3.  | "Berceuse"                                | 1:57  |
| 4.  | "Printemps"                               | 2:25  |
| 5.  | "Francis"                                 | 2:55  |
| 6.  | "Intermission"                            | 2:58  |
| 7.  | "Ensemble"                                | 3:07  |
| 8.  | "C'était salement romantique"             | 2:52  |
| 9.  | "La vie est ailleurs"                     | 2:27  |
| 10. | "Pour un infidèle" (duet with Jimi Hunt)" | 2:31  |
| 11. | "Corbeau"                                 | 2:04  |
| 12. | "Fondu au noir"                           | 2:08  |

### Blonde (2011)
| #   | Cím                      | Hossz |
| --- | ------------------------ | ----- |
| 1.  | "Léve les voiles"        | 1:12  |
| 2.  | "Adieu"                  | 2:27  |
| 3.  | "Danse et danse"         | 3:10  |
| 4.  | "Golden Baby"            | 3:07  |
| 5.  | "Ava"                    | 3:16  |
| 6.  | "Loin d’ici"             | 2:43  |
| 7.  | "Les amours dévouées"    | 2:27  |
| 8.  | "Place de la République" | 4:11  |
| 9.  | "Cap Diamant"            | 2:43  |
| 10. | "Verseau"                | 3:53  |
| 11. | "Saint-Laurent"          | 3:14  |
| 12. | "La petite mort"         | 3:45  |

### Blonde Deluxe Edition (2011)
| #   | Cím             | Hossz |
| --- | --------------- | ----- |
| 13. | "Hôtel Amour"   | 2:18  |
| 14. | "Prince-Arthur" | 3:05  |

### Trauma: Chansons de la série télé (saison no. 5) (2014)
| #   | Cím                            | Hossz |
| --- | ------------------------------ | ----- |
| 1.  | "Ain't No Sunshine"            | 2:05  |
| 2.  | "Heartbeats Accelerating"      | 3:40  |
| 3.  | "Summer Wine"                  | 4:03  |
| 4.  | "You Know I’m No Good"         | 4:09  |
| 5.  | "Music When The Lights Go Out" | 3:08  |
| 6.  | "Last Kiss"                    | 3:38  |
| 7.  | "Lucille"                      | 4:09  |
| 8.  | "Slow Snow"                    | 4:14  |
| 9.  | "Bottom Of The World"          | 4:53  |
| 10. | "Dead Flowers"                 | 4:43  |
| 11. | "The Great Escape"             | 3:09  |
| 12. | "Flume"                        | 3:44  |

### Child of Light (2014)
| #   | Cím                          | Hossz |
| --- | ---------------------------- | ----- |
| 1.  | "Pilgrims on a Long Journey" | 3:31  |
| 2.  | "Aurora's Theme"             | 3:29  |
| 3.  | "Magna’s Heart"              | 2:35  |
| 4.  | "Jupiter’s Lightning"        | 2:07  |
| 5.  | "Final Breath"               | 2:04  |
| 6.  | "Patches of Sky"             | 3:18  |
| 7.  | "Dark Creatures"             | 2:07  |
| 8.  | "Little Girl, Gen"           | 2:48  |
| 9.  | "Bolmus Populi"              | 1:29  |
| 10. | "Leave Your Castle"          | 3:51  |
| 11. | "Funeral Dirge"              | 0:46  |
| 12. | "Down to a Dusty Plain"      | 2:56  |
| 13. | "Woods Darker than Night"    | 2:12  |
| 14. | "Path of the Eclipse"        | 2:23  |
| 15. | "Hymn of Light"              | 4:38  |
| 16. | "Victory"                    | 0:38  |
| 17. | "Off to Sleep"               | 4:26  |

### En cas de tempête, ce jardin sera fermé (2018)
| #   | Cím                        | Hossz |
| --- | -------------------------- | ----- |
| 1.  | "Somnambule"               | 3:02  |
| 2.  | "Prémonition"              | 2:58  |
| 3.  | "Je veux rentrer"          | 3:44  |
| 4.  | "Dans les bras de l'autre" | 2:59  |
| 5.  | "Combustible"              | 3:31  |
| 6.  | "Dans la nuit"             | 2:30  |
| 7.  | "Amour d'un soir"          | 3:29  |
| 8.  | "Carte blanche"            | 3:43  |
| 9.  | "Malade"                   | 2:49  |
| 10. | "De honte et de pardon"    | 3:24  |